# Bolbitis × multipinna
Bolbitis × multipinna là một loài dương xỉ trong họ Dryopteridaceae. Loài này được F.G.Wang, K.Iwats. & F.W.Xing mô tả khoa học đầu tiên năm 2008.
Danh pháp khoa học của loài này chưa được làm sáng tỏ. 